# Jimmy Dore

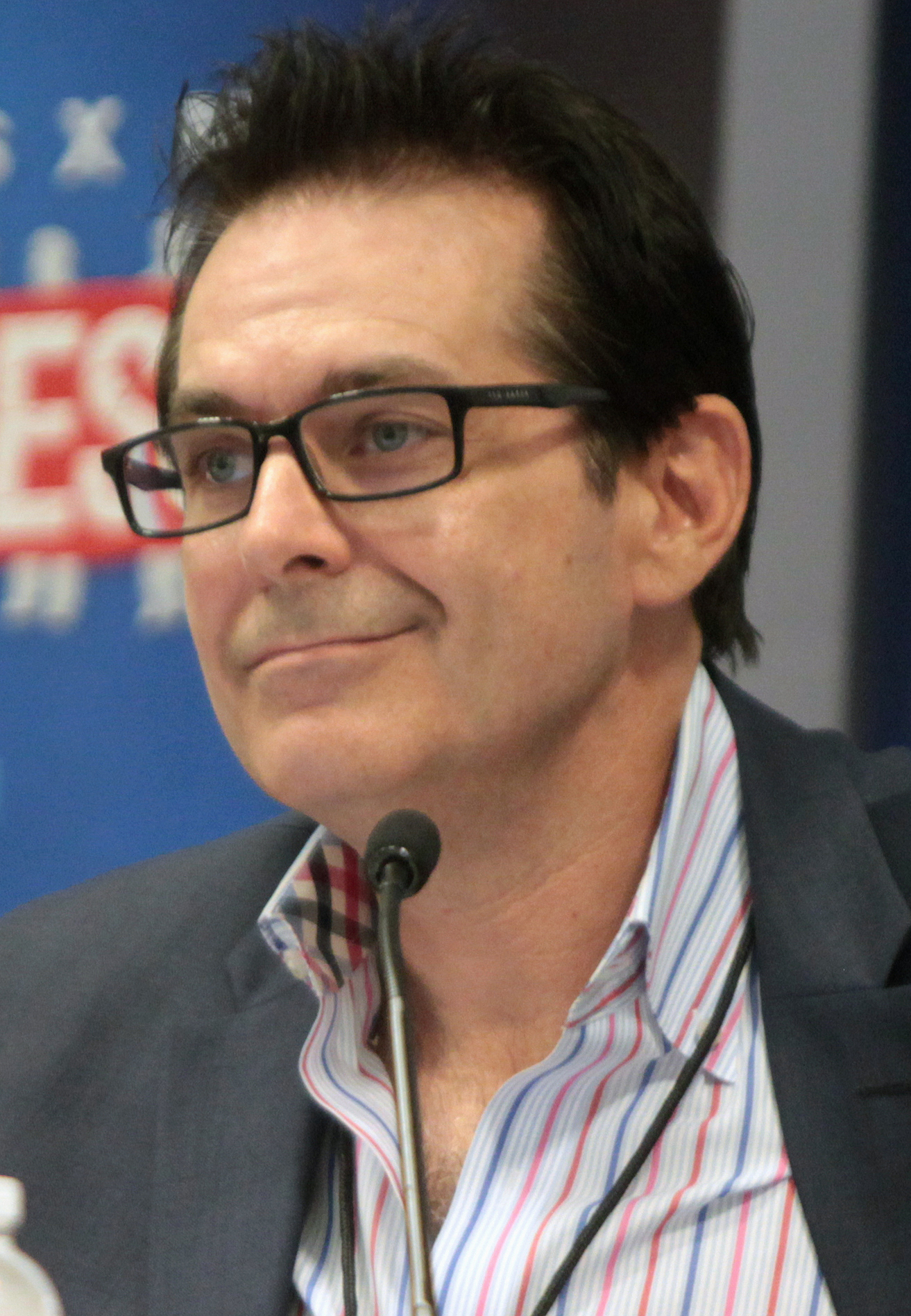
Jimmy Dore (2016).

James „Jimmy“ Patrick Anthony Dore (* 26. Juli 1965 in Chicago, Illinois) ist ein US-amerikanischer Komiker und politischer Kommentator.

## Leben und Tätigkeit
Dore wurde als zwölftes Kind einer katholischen Familie irisch-polnischer Abstammung in Chicago geboren. Nach dem Besuch des Columbia College in Chicago begann er 1989 als freischaffender Stand-Up-Comedian zu arbeiten. Als seine Vorbilder hat er George Carlin und Bill Hicks zitiert.
In den 1990er und 2000er Jahren trat Dore vor allem als Komiker in Klubs auf, absolvierte aber auch mit verstärkter Häufigkeit Auftritte in Unterhaltungssendungen des Spätprogramms des US-Fernsehens, wie Jimmy Kimmel Live! auf ABC, The Late Late Show with Craig Ferguson auf CBS und Late Friday auf NBC. In den USA ist es seit den 1960er Jahren üblich, dass in Sendungen des Genres „Late Night Comedy Talk“ außer Gesprächsgästen, mit denen der Gastgeber sich zusammensetzt, um ungezwungene Interviews zu führen, auch in vielen Episoden im Laufe der Episode mehrminütige Segmente eingebaut werden, während der ein Komiker als Gast auftritt und einen Ausschnitt aus seiner aktuellen Routine vorträgt. Die verstärkte Bekanntheit, die Dore auf diesem Weg erlangte, führte dazu, dass der Spartenkanal Comedy Central ihm ein halbstündiges eigenes Special in der Reihe „Comedy Central Presents“ widmete, in dem er einen größeren Ausschnitt seines damaligen Repertoires vor einem Fernsehpublikum vortragen konnte. Die Sendung wurde am 9. April 2004 ausgestrahlt. 2007 folgte die einstündige Sendung „Citizen Jimmy“, eine einstündige Show, die auf der Plattform iTunes als bestes Stand-Up-Special des Jahres 2008 prämiert wurde.
Während der Präsidentschaft von George W. Bush engagierte Dore sich ab 2005 verstärkt als politischer Aktivist.
Um 2007 startet er eine über das Internet verbreitete Sendung mit dem Titel And Everything Else, die eine humoristisch, ironisch-kritische Sicht auf das aktuelle politische und gesellschaftliche Geschehen in den Vereinigten Staaten bot. Im Juni 2009 wandelte Dore diese Sendung in eine wöchentliche einstündige Comedysendung mit dem Titel „The Jimmy Dore Show“ um, die ursprünglich vom Radiosender KPFK 90.7 FM Los Angeles ausgestrahlt wurde und bis Januar 2021 landesweit durch das Sendernetzwerk Pacifica Radio Network sowie über das Online-Netzwerk TYT Network über Plattformen wie YouTube verbreitet wird. Am 7. Oktober 2015 wurde sein Special Sentenced to Live ausgestrahlt.

## Veröffentlichungen
- Your Country Is Just Not That Into You, 2014, ISBN 0-7624-5351-6